# Ballana callida
Ballana callida är en insektsart som beskrevs av Delong 1937. Ballana callida ingår i släktet Ballana och familjen dvärgstritar. Inga underarter finns listade i Catalogue of Life.